# Міжселенна територія Тунгокоченського району
Міжселенна територія Тунгоко́ченського району (рос. Межселенная территория Тунгокоченского района) — муніципальне утворення у складі Тунгокоченського району Забайкальського краю, Росія.
Згідно із федеральними законами територія напряму підпорядковується районній владі.
Населення міжселенної території становить 206 осіб (2019; 239 у 2010, 291 у 2002).
Станом на 2002 рік існували Зелено-Озерський сільський округ (село Зелене Озеро), Красноярський сільський округ (село Красний Яр) та Юмурченський сільський округ (село Юмурчен).

## Склад
До складу міжселенної території входить:
| Населений пункт    | Населення, осіб (2002) | Населення, осіб (2010) |
| ------------------ | ---------------------- | ---------------------- |
| Зелене Озеро, село | 60                     | 44                     |
| Красний Яр, село   | 110                    | 78                     |
| Юмурчен, село      | 121                    | 118                    |